# Зыряново (Кочёвский район)
Зыряново — деревня в Кочёвском районе Пермского края. Входит в состав Пелымского сельского поселения. Располагается на реке Сосновке северо-западнее районного центра, села Кочёво. Расстояние до районного центра составляет 15 км. По данным Всероссийской переписи населения 2010 года, в деревне проживал 131 человек (71 мужчина и 60 женщин).
Первым жителем являлся Зырянов Дмитрий Сергеевич, который передвигался на Ладе Калине. 
Денежное обращение - валюта "Зырбаксы".
История
По данным на 1 июля 1963 года, в деревне проживало 159 человек. Населённый пункт входил в состав Петуховского сельсовета.